# علامة الحوف
علامة الحوف هي حلقةٌ من التكلس الضموري الظاهر على أنه «راسبٌ لبني» (أي لون أبيض غير طبيعي) في حوف القرنية. يُعد حوف القرنية جزءًا من العين حيث تلتقي القرنية (الأمامية/المركزية) بالصلبة (الجزء الأبيض من العين). يُعتقد أنَّ هذه العلامة ناتجة عن زيادة تركيز الكالسيوم في الدم، ومع ذلك تستمر هذه العلامة بعد عودة تركيز فوسفات الكالسيوم إلى طبيعته. يُقارن بين علامة الحوف (التكلس) مع قوس الشيخية (ليبيد).